# Mitch Hewer

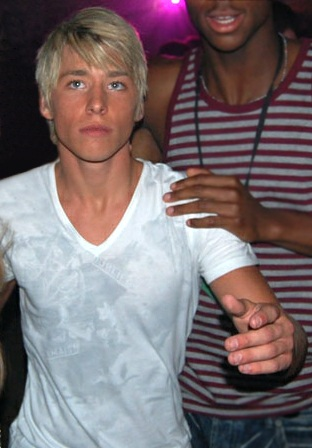
Mitch Hewer (2007)

Mitchell Scott „Mitch“ Hewer (* 1. Juli 1989 in Bristol, Großbritannien) ist ein britischer Schauspieler & Webvideoproduzent. Er ist vor allem für seine Darstellung des Maxxie in der Dramaserie Skins – Hautnah bekannt.

## Leben
Bekannt wurde der Jungdarsteller durch seine Rolle des homosexuellen Teenagers Maxxie Oliver in der britischen Dramaserie Skins – Hautnah. Die Rolle des Maxxie wurde von Dirk Stollberg synchronisiert. Ab der dritten Staffel ist er – wie fast der gesamte Cast – nicht mehr in der Serie zu sehen. Danach spielte Mitch Hewer in dem Musik-Drama Britannia High, welches auf dem englischen Sender ITV ausgestrahlt wurde, die Rolle des Danny.
Er studierte Schauspiel an der SWADA (South West Academy of Dramatic Arts).
Neben einigen Magazinen wie der britischen Ausgabe der Attitude war er auch in Lisa Morgans Musikvideo zu The Club zu sehen.
Hewer betreibt einen Youtube-Kanal namens Mitch Hewer.

## Filmografie
- 2007–2008: Skins – Hautnah (Fernsehserie, 19 Episoden)
- 2008: Britannia High (Fernsehserie, 9 Episoden)
- 2013: Behaving Badly
- 2015: Nightlight